# Vliegende buidelmuizen
Vliegende buidelmuizen (Acrobatidae) zijn een familie van klimbuideldieren uit de superfamilie Petauroidea, die ook de buideleekhoorns, de slurfbuidelmuis en de kleine koeskoezen omvat. Er zijn twee soorten de vliegende buidelmuis (Acrobates pygmaeus) uit de oostkust van Australië en de vederstaartbuidelmuis (Distoechurus pennatus) uit Nieuw-Guinea. Er zijn geen fossielen bekend.

## Kenmerken
Een van de beide soorten, de vliegende buidelmuis, heeft een vlieghuid, net als de suikereekhoorns en de reuzenkoeskoes. Hoewel de vederstaartbuidelmuis geen vlieghuid heeft, duidt zijn lichaamsbouw erop dat hij er wel één gehad heeft. Een bijzonder kenmerk van de familie is de staart, die door de lange haren op een veer lijkt. Vliegende buidelmuizen zijn klein, met een kop-romplengte van 6,5 tot 13,2 cm en een gewicht van 10 tot 62 gram. Ze hebben een zachte, grijsbruine vacht.

## Levenswijze
De beide soorten zijn 's nachts actieve boombewoners. Overdag verbergen ze zich op allerlei plaatsen, zoals boomholtes en zelfgemaakte nesten. Ze leven in groepen van tot 20 dieren, maar die groepen hebben geen structuur en blijven ook niet lang. Ze eten insecten, wormen, vruchten en nectar.

## Indeling
Deze dieren werden eerst tot de grote familie Phalangeridae gerekend, maar later werden ze bij de buideleekhoorns in de familie Petauridae geplaatst. Sinds de jaren '80 van de 20e eeuw worden ze als aparte familie gezien. Ze zijn mogelijk nauw verwant aan de slurfbuidelmuis.
De familie omvat de volgende soorten:
- Geslacht Acrobates
  - Acrobates frontalis
  - Vliegende buidelmuis (Acrobates pygmaeus)
- Geslacht Distoechurus
  - Vederstaartbuidelmuis (Distoechurus pennatus)

Koala's · Wombats · Dwergbuidelmuizen · Koeskoezen · Slurfbuidelmuis · Kleine koeskoezen · Buideleekhoorns · Vliegende buidelmuizen · Muskuskangoeroeratten · Kangoeroeratten · Kangoeroes